# Loo (Berkelland)
Pour les articles homonymes, voir Loo.
Loo est une localité des Pays-Bas rattachée à la commune de Berkelland.